# Lev Goumilev
Lev Nikolaïevitch Goumilev (en russe : Лев Никола́евич Гумилёв) (18 septembre 1912 (1er octobre dans le calendrier grégorien) à Saint-Pétersbourg – 5 juin 1992 à Saint-Pétersbourg), plus connu en Occident sous le nom de Lev Goumiliov (prononciation plus proche de son nom de famille, ё se prononce 'io'), est un ethnologue et un des plus influents historiens russes du XXe siècle. Il est le fils des poètes acméistes Nicolaï Goumilev et Anna Akhmatova.
Lev Goumilev est enterré au cimetière Saint-Nicolas du monastère Alexandre-Nevski à Saint-Pétersbourg.

## Biographie

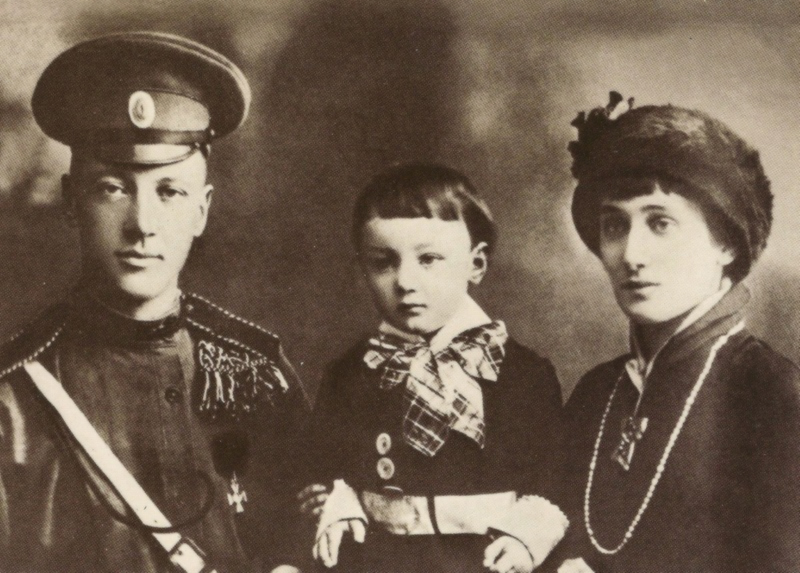
Lev Goumilev et ses parents en 1916.

Ses parents se séparent alors qu'il est enfant. Son père est exécuté en 1921 par les bolcheviks et sa mère persécutée par le régime stalinien. 
Lors de ses études universitaires, il est arrêté en 1933 et en 1935, puis chassé de l'université de Léningrad. Il est condamné à 5 ans de camps qu'il effectue au chantier du canal de la mer Blanche puis à Norilsk, où il reste de 1938 à 1956, avec une brève parenthèse pendant la Seconde Guerre mondiale, durant laquelle il est incorporé dans l'Armée rouge. Il est décoré de l'Ordre de la Guerre patriotique et reçoit les médailles pour la victoire sur l'Allemagne et la prise de Berlin. En 1949, il soutient son doctorat écrit dans les camps sur les Turks aux VIe – VIIIe siècles avant d'être à nouveau arrêté.
Quelques années après la mort de Staline, il travaille au musée de l'Ermitage où, sous la direction de l'historien et archéologue Mikhaïl Artamonov, il étudie le peuple khazar, puis les peuples des steppes.

## Œuvre
Ses théories originales sur l'apparition et la disparition des groupes ethniques développées dans son ouvrage L'Ethnogénèse et la biosphère ont nourri un mouvement politique et culturel connu sous le nom de « néo-eurasisme ». Goumilev a publié en 1989 un ouvrage monumental La Russie ancienne et la Grande Steppe, dans lequel il adopte un point de vue particulier : L'étude de la Rus [ancêtre de la Russie actuelle] des origines, comme une histoire des relations russo-khazares....
Il a aussi publié:
1. История народа хунну (Histoire du peuple hun), rééd., Moscou, 2004,  (ISBN 5-17-026629-4), 5-9660-0501-X
2. Тысячелетие вокруг Каспия (Un millénaire autour de la mer Caspienne), réed. Moscou, 2008,  (ISBN 978-5-17-051463-2), 978-5-9713-9145-6, 978-985-16-6196-7
3. Черная легенда (Légende noire), rééd. Aïris-press, 2008,  (ISBN 978-5-8112-3377-9)
4. Древний Тибет (Le Tibet ancien), 1996,  (ISBN 5-87583-022-0)
5. Открытие Хазарии (La découverte de la Khazarie), 1996,  (ISBN 5-87583-023-9)
6. Волшебные папиросы (Les cigarettes enchantées), 1993 (rédigé dans le camp de Norilsk en 1942, couché sur le papier en 1966, édité à titre posthume).

À l'époque soviétique, les théories de Goumiliov ont été rejetées par la doctrine officielle et ses travaux interdits de publication, avant de rencontrer un certain succès à l'époque de la Perestroïka. Son influence se fait notamment sentir chez le mathématicien Anatoli Fomenko, théoricien d'une Nouvelle chronologie. Les relations entre les deux hommes furent toutefois houleuses et Goumiliov, lors des premières publications de la Nouvelle chronologie, demanda à Fomenko de « laisser les gens sérieux s'occuper des choses sérieuses »[réf. nécessaire].
Un indice du succès de ses thèses peut être lu dans la construction dans la nouvelle capitale du Kazakhstan, Astana, d'une Université d'Eurasie Lev-Goumiliov, dont l'érection a été ordonnée par le président Nursultan Nazarbayev, en vis-à-vis du palais présidentiel. Le président du Tatarstan, Mintimer Chaïmiev, a également vanté les mérites de ce penseur lors du millénaire de la ville de Kazan en 2005. Ses ouvrages ont toutefois été au centre de polémiques enflammées, surtout parce qu'ils ont un caractère nettement biologique-naturaliste.
Ses thèses concernant l'esclavagisme des Slaves pratiqué par les Khazars juifs au haut Moyen Âge lui ont valu des accusations d'antisémitisme.

### Théories
Goumiliov décrit les sociétés comme des groupes humains disposant d'une énergie vitale en relation avec leur environnement, mais qui subissent d'autres influences que le déterminisme géographique et dont l'évolution obéit à des cycles. L’énergie vitale de certaines sociétés serait ainsi à l'heure actuelle ascendante (cas de la Russie, de la Chine, du monde arabe) alors que l’énergie vitale occidentale serait descendante, voire en phase de destruction.
Goumiliov crée le concept de « passionarité » (пассионарность) qui peut se comprendre  comme l'« énergie vitale d'un groupe humain ». Cette passionarité passe de manière cyclique au cours de l'histoire (il adopte un cycle quasi-sinusoïdal de 15 siècles, mais la période peut varier selon le groupe étudié) par les étapes de montée, développement, apogée (« climax »), inertie, destruction et mémoire,. C'est durant la phase acméique, quand la passionarité d'un groupe ethnique ou national est la plus grande que ce groupe humain fait ses plus grandes conquêtes militaires ou intellectuelles. L’ethnos devient alors un superethnos. Lev Goumiliov a également appliqué son concept de passionarité à la vie de quelques personnages célèbres : Napoléon, Jeanne d'Arc, Alexandre le Grand ou encore Jean Hus.
Des travaux de l'université d'Omsk ont essayé de lier les théories de Goumiliov aux cycles solaires : la grande steppe eurasiatique à son extension maximum — dont le développement aurait été favorisé par un ensoleillement élevé — aurait par exemple permis les conquêtes mongoles. Des simulations d'évolutions du climat en Eurasie, des forêts, de la steppe ont été corrélées avec l'évolution des frontières de groupes ethniques,.

#### Géopolitique russe
- Alexandre Douguine (Fondamentaux de géopolitique)
- Eurasisme (Nicolas Berdiaev)

#### École anglo-américaine de géopolitique
- Théorie du Heartland (Halford John Mackinder)
- Homer Lea, Nicholas Spykman, Samuel Huntington

#### École française de géopolitique
- Montesquieu, Élisée Reclus, Yves Lacoste

#### École allemande de géopolitique
- Karl Haushofer